# Leopold 1. af Østrig
Leopold I. (også Luitpold eller Liutpold) (omkring 940 – 10. juli 994) var den første markgreve af Markgrevskabet Østrig fra det Babenbergske dynasti. Leopold var greve i det bayeriske Donau-område, og hans navn optræder første gang i et dokument i 960, hvor han beskrives som en trofast støtte til kejser Otto den Store.
Efter Henrik II. af Bayerns opstand mod Otto II. i 976, bliver han udnævnt til "markgreve i øst". Hans sæde var sandsynligvis i Pöchlarn, men han har muligvis resideret i Melk, hvor hans efterfølgere residerede. Territoriet, som oprindelig kun dækkede det nuværende Wachau, blev udvidet mod øst til Wienerwald. Leopold døde i Würzburg.